# Hans Geybels
Hans Geybels (Geel, 2 april 1971) is een Belgisch theoloog en historicus.

## Biografie
In 1994 behaalde Geybels een licentie moderne geschiedenis aan de Katholieke Universiteit Leuven en studeerde ook aan de universiteit van Oxford. In 2004 werd hij doctor in de godgeleerdheid met een dissertatie over de geschiedenis van de religieuze ervaring (Cognitio Dei experimentalis: theologisch-epistemologische genealogie van de christelijke religieuze ervaring). In 2005 volgde hij Toon Osaer op als laatste woordvoerder van kardinaal Godfried Danneels (tot 2010).
Prof. dr. Geybels is deeltijds hoofddocent aan de Faculteit Theologie en Religiewetenschappen Leuven. Hij doet hoofdzakelijk onderzoek naar de geschiedenis van de religieuze volkscultuur. Daarnaast publiceert hij (inter)nationaal over religieuze kunst en de religieuze volkskunde. Hij is tevens redactielid van het academisch tijdschrift Volkskunde. 
In mei 2011 lanceerde hij met Logia een christelijk geïnspireerde denktank. De denktank wil vanuit een christelijke inspiratie deelnemen aan actuele maatschappelijke debatten in de algemene media. De denktank telt 190 leden.

## Lezing
Tijdens de Mecenaatsdag van KU Leuven op 25 mei 2019 presenteerde hij onderstaande lezing, op 14 april 2019 gehouden in het kader van colleges van de Universiteit van Vlaanderen, op iets andere, wat uitgebreidere wijze.